# Ламердинген
Ламердинген (њем. Lamerdingen) општина је у њемачкој савезној држави Баварска. Једно је од 45 општинских средишта округа Осталгој. Према процјени из 2010. у општини је живјело 1.792 становника. Посједује регионалну шифру (AGS) 9777145.

## Географски и демографски подаци
Ламердинген се налази у савезној држави Баварска у округу Осталгој. Општина се налази на надморској висини од 596 метара. Површина општине износи 34,2 km². У самом мјесту је, према процјени из 2010. године, живјело 1.792 становника. Просјечна густина становништва износи 52 становника/km².